# S5G

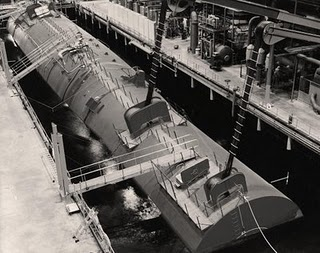
Planta de propulsión S5G con agua en balsa en la instalación de reactores navales. Para verificar que los nuevos conceptos de diseño funcionarían en un submarino operativo, este prototipo se construyó en una sección de casco de submarino capaz de simular el movimiento de balanceo de un barco en el mar.

El S5G reactor es un prototipo de reactor naval diseñado para la Marina de los Estados Unidos para suministrar energía eléctrica y propulsión nuclear marina a barcos de guerra. La denominación de S5G hace referencia a:
- S = plataforma submarina.
- 5 = Quinta generación del núcleo del reactor diseñado por el contratista.
- G = General Electric, por el diseñador contratado.

Este reactor nuclear se instaló tanto en un prototipo en tierra en las instalaciones para reactores navales, en la Unidad de entrenamiento sobre energía nuclear, en el Laboratorio Nacional de Ingeniería de Idaho cerca de Idaho Falls, Idaho, y a bordo del USS Narwhal (SSN-671). Se pretendía probar la contribución potencial de la tecnología de circulación natural al silencio submarino.

Las bombas primarias refrigerantes del reactor son una de las fuentes principales de ruido de los submarinos, y su eliminación así como la del equipo asociado a ellas podían también reducir la complejidad mecánica y el espacio requerido para los equipos de propulsión. Su diseño fue un antecedente directo del reactor S8G utilizado en los submarinos de clase Ohio.
Para reducir todavía más el ruido del motor, la propulsión normal utiliza dos turbinas de vapor que mueven la hélice a través de una unidad de engranaje reductor; en su lugar se instaló una gran turbina de propulsión sin engranajes reductores. De esta forma, se eliminaba el ruido de los engranajes, pero al coste de tener una enorme turbina principal de propulsión. La turbina era cilíndrica, con un diámetro de cerca de 12 pies, y alrededor de 30 pies de largo. Este gran tamaño era necesario para permitir que girase lo suficientemente lenta para mover directamente la hélice y ser aceptablemente eficiente en hacerlo. La instalación de propulsión se utilizó tanto en el USS Narwhal como en el prototipo instalado en tierra.